# Denise Bronzetti
Denise Bronzetti (Ciudad de San Marino, 12 de diciembre de 1972) es una política sanmarinense que se desempeñó como Capitana Regente. Ocupó el cargo desde el 1 de octubre de 2012 hasta el 1 de abril de 2013, junto con Teodoro Lonfernini. Anteriormente fue miembro del Gran Consejo General de San Marino. El 1 de abril de 2025, se convirtió en Capitana Regente una vez más, sirviendo junto a Italo Righi.